# Arminda palmae
Arminda palmae är en insektsart som beskrevs av Axel Hochkirch och Gorzig 2009. Arminda palmae ingår i släktet Arminda och familjen gräshoppor. IUCN kategoriserar arten globalt som livskraftig. Inga underarter finns listade i Catalogue of Life.